# Saitis lacustris
Espèce
Saitis lacustris est une espèce d'araignées aranéomorphes de la famille des Salticidae.

## Distribution
Cette espèce est endémique d'Australie. Elle se rencontre dans le centre de l'île-continent.

## Description
Le mâle holotype mesure 4,70 mm.

## Publication originale
- Hickman, 1944 : Scorpions and spiders. The Simpson desert expedition, 1939-Scientific reports No. 1, Biology. Transactions of the Royal Society of South Australia, vol. 68, p. 18-48 (texte intégral).